# 마다가스카르의 코로나19 범유행
다음은 마다가스카르의 코로나19 범유행 현황에 대한 설명이다.

## 배경
세계보건기구(WHO)는 12일 2019년 12월 31일 처음 WHO의 주목을 받았던 중화인민공화국 후베이성 우한시의 한 집단에서 신종 코로나바이러스가 호흡기 질환의 원인임을 확인했다. 이 군단은 처음에 우한화난수산물도매시장과 연결되어 있었다. 그러나 실험실 확정 결과가 나온 그 첫 사례들 중 일부는 시장과 연관성이 없었고, 전염병의 근원은 알려져 있지 않다.
2003년 사스와 달리 COVID-19의 경우 치명률은 훨씬 낮았지만, 총 사망자 수가 상당할 정도로 감염 경로는 훨씬 더 컸다. COVID-19는 전형적으로 약 7일 정도의 독감과 유사한 증상을 보이며, 그 후 일부 사람들은 병원에 입원해야 하는 바이러스성 폐렴의 증상으로 발전한다. 3월 19일부터 COVID-19는 더 이상 "높은 결과 감염병"으로 분류되지 않았다.

## 연혁
3월 20일, 마다가스카르의 수도 안타나나리보에서 처음 3건의 사례가 확인되었다. 세 사건 모두 여성이었다.

## 예방 조치
최소한 두 개의 도시에서 폐쇄가 시행되었다. 정부는 3월 20일부터 30일간 모든 국제선과 지역선 운항이 중단된다고 17일 발표했다.
이 위기로 인해, 국제 관광객의 부족은 관광 산업에 문제를 일으켰다. 양바토비 광산은 작업을 중단했다. 마다가스카르 중앙은행은 COVID-19로 인한 경제적 피해를 완화하기 위해 수천억의 아리아리를 은행시스템에 투입했다.

## 같이 보기
- 아프리카의 코로나19 범유행
- 나라별 코로나19 범유행